# アレキサンデル・スパン
アレキサンデル・スパン（Alexander Spann, 1890年12月22日 - 没年不詳）はドイツ出身の翻訳家、農学者。現代ドイツ語の発音に近いアレクサンダー・シュパンとも表記される。

## 生涯
1890年、ハンブルクのアルトナで生まれる。ハレのギムナジウムを卒業後、農園での実習を経て1908年に高等農学校に入学。1910年に卒業して農園の支配人となり、さらにベルリン大学やハレ大学で勉強を続けた。1912年に志願兵として青島に赴任し、1914年に独支大学農林学科の助手となったが、同年に第一次世界大戦が勃発したため海軍の歩兵大隊に入隊した。青島の戦いの結果、他のドイツ兵とともにスパンも捕虜となり、久留米の捕虜収容所で1920年まで過ごしている。点呼に遅れて重営倉入りを課されたこともあったが、所内発行の雑誌の主筆を務めたり、日本語の習得に励んだりしている。
終戦による解放後、1920年11月から九州帝国大学講師となり医学部でドイツ語を教え、翌1921年から1926年にかけては同大農学部でドイツ農業発展史の講義を受け持った。また、1922年から1925年まで山口高等学校でドイツ語を教えたほか、久保猪之吉の紹介で幸袋町にある伊藤伝右衛門の農園で顧問を務めている。これらの業務のかたわらで『Das Junge Japan』という雑誌を1924年からほぼ一人で発刊して日独の文物紹介を行ない、特に日本の近代文学作品の翻訳を数多く行なった。神戸鉄道病院でドイツ語講師を務めたのち、1927年に九州帝大に復職し医学部講師としてドイツ語論文の添削を行なったほか、九州医学専門学校でも講義を行ない、同校の水泳部部長にもなっている。1934年3月10日付で九州帝大を依願退職し、三池港から帰国したとも言われるが消息は不明。一説には不倫が原因で日本を去ったともいう。

## 翻訳活動
代表的な翻訳作品としては『坊つちやん』がある。スパン自身は江戸っ子気質が巧みに描かれた点で比類ない作品として原作を高く評価しており、意訳の多い英語版やフランス語版に感じた不満を踏まえ、原作に忠実な翻訳を行っている。この作品は1925年に共同出版から発行された。
自分の発行した『Das Junge Japan』では武者小路実篤や菊池寛、国木田独歩らの作品の翻訳を行なっている。また上海で発行されていた独文誌『Die Brücke』（「橋」）にも寄稿し、菊池寛の『小野小町』や芥川龍之介の『鼻』が掲載された。